# 蕗原拾葉
蕗原拾葉（ふきはらしゅうよう）は信濃国高遠藩儒臣の中村元恒（中倧）・元起（黒水）親子によって編纂された、同藩内および信濃国内の地理・郷土史を記述した書籍（地誌）である。
元恒は文化5年（1808年）から文政7年（1824年）まで伊那郡大出村（現長野県上伊那郡箕輪町）で過ごしたが、大出村が中世に摂関家領「蕗原荘」に含まれていたことに由来し、随筆『ひとつはなし』に「大出村は蕗原なり。余ここにありて古書の散逸をとり集めてこれを名付けて蕗原拾葉という」とある。
元恒が収集した史料は54冊150巻と伝えられ、明治6年（1873年）に朝廷に献上したが、火災で焼失している。元起はこれを再編し、続編の117冊338巻の集録に着手し、原本は藩校進徳館に寄贈された。
昭和10年（1935年）から約10年にわたり、上伊那教育会によって「蕗原拾葉」22輯が刊行された。